# 제56보병사단
제56보병사단(第五十六步兵師團, 56th Infantry Division, 상징명칭: 북한산부대)은 경기도 고양시에 본부를 두고 있는 대한민국 육군의 지역방위 보병사단으로 수도방위사령부의 예하 부대이다. 서울특별시 한강 이북 지역을 위수지역으로 삼고 있다.
2011년 국방개혁 2020에 따라 제57향토보병사단을 통합하였다. 2012년에는 동원지원단이 창설되었다.

## 편성
- 사단본부
- 제218보병여단 (2020년 개편)
- 제219보병여단 (2020년 개편)
- 제220보병여단 (2020년 개편)
- 제221보병여단 (2020년 개편)
- 제223보병연대 (2020년 해체)
- 본부대, 직할대 (보수대, 정비대, 의무대, 화생방지원대, 기동대대, 기무대대, 정보통신대대)
- 공병대대
- 동원지원단
- 공병부대 (구 216연대)
- 포병대대 (2019년 해체)

## 참고
1. ↑  김가영 (2011년 12월 1일). “서울 북부 최정예 부대 `우뚝'”. 국방일보. 2014년 10월 6일에 원본 문서에서 보존된 문서. 2011년 12월 21일에 확인함.